# 圣伯多禄 (米开朗基罗)
圣伯多禄（San Pietro）是米开朗基罗的一尊雕塑，高124 cm，创作于1501-1504年，位于锡耶纳锡耶纳主教座堂的皮科罗米尼祭坛。